# صموئيل أو. فريدمان
صموئيل أو. فريدمان هو عالم مناعة وأستاذ جامعي كندي، ولد في 8 مايو 1928 في مونتريال في كندا.